# Моды шепчущей галереи
Мо́ды ше́пчущей галере́и (моды типа шепчущей галереи) — резонансные стоячие волны, которые могут возбуждаться в осесимметричных системах из-за эффекта полного внутреннего отражения и являющиеся нормальными модами системы.

Впервые эффект для акустических волн был исследован Рэлеем в шепчущей галерее Собора Святого Павла в Лондоне, по имени которой моды и получили своё название.

## Применения
Аналогичные моды шепчущей галереи для электромагнитных волн широко применяются для создания компактных СВЧ и оптических резонаторов с высокой добротностью.